# Día Mundial del Patrimonio Audiovisual
El Día Mundial del Patrimonio Audiovisual es una jornada que se celebra anualmente el 27 de octubre desde 2007, fue proclamada por la UNESCO en 2005.

## Proclamación
El Día Mundial del Patrimonio Audiovisual fue proclamado por la 33ª sesión de la Conferencia General de la UNESCO el 20 de octubre de 2005. Este día conmemora la adopción, en 1980, por la 21ª sesión de la Conferencia General de la UENSCO la Recomendación para la Salvaguardia y la Conservación de las Imágenes en Movimiento. La proclamación tiene como objetivo sensibilizar sobre la necesidad urgente de adoptar medidas para preservar los documentos audiovisuales y reconocer su importancia como patrimonio de la memoria colectiva y fuente de conocimiento que refleja la diversidad cultural, social y lingüística de las comunidades.

## Celebración
Este día se celebra el 27 de octubre. La fecha fue elegida para conmemorar la adopción de la recomendación en 1980. La primera celebración oficial del día se llevó a cabo en 2007. Durante este día, se realizan diversas actividades y eventos para promover la preservación del patrimonio audiovisual. Estas actividades incluyen  concursos de logotipos para promover el Día Mundial del Patrimonio Audiovisual; programas locales organizados en conjunto por archivos fílmicos nacionales, sociedades audiovisuales, estaciones de televisión o radio y gobiernos; paneles de discusión, conferencias y charlas públicas sobre la importancia de preservar documentos audiovisuales importantes; y proyecciones especiales de películas. Estas iniciativas fomentan la conciencia pública sobre la importancia de la preservación de estos registros y el papel del patrimonio en la construcción de la paz en las mentes de las personas.

## Temas
- 2007: Los archivos en situación de riesgo – Se puede hacer mucho más[6]

- 2008: El patrimonio audiovisual como testigo de la identidad cultural[7]
- 2009: Un patrimonio evanescente – Nosotros podemos salvarlo[8]
- 2010: Salve a sus colecciones audiovisuales y disfrútelas- ahora[9]
- 2011: ¡Ver, oír, y aprender![5]
- 2012: Cuenta atrás para salvar el legado de la memoria audiovisual[10]
- 2013: Preservar nuestro Patrimonio Audiovisual para las futuras generaciones[11]
- 2014: Los archivos en situación de riesgo; se puede hacer mucho más[12]
- 2015: Archivos en riesgo: protegiendo las identidades del mundo[13]
- 2016: Es tu historia, no la pierdas[14]
- 2017: Descubrir, recordar y compartir[15]
- 2018: Tu historia se mueve (y conmueve)[16]
- 2019: Explora el pasado a través de sonidos e imágenes[17]
- 2020-2021: Su ventana al mundo[18][19]
- 2022: Inscribir el patrimonio documental para promover sociedades inclusivas, justas y pacíficas[20]
- 2023: Tu ventana al mundo[21]